# 安斎颯馬
安斎 颯馬（あんざい そうま、2002年9月29日 - ）は、東京都目黒区出身のプロサッカー選手。Jリーグ・FC東京所属。ポジションはミッドフィールダー（MF）。

## 来歴
中学時代はFC東京U-15深川に所属。高校は青森山田高等学校に進学、同期に古澤ナベル慈宇、1期後輩には松木玖生、宇野禅斗がいる。高校3年次に参加した全国高等学校サッカー選手権大会で得点王に輝く活躍を見せた。卒業後は早稲田大学に進学。
2023年4月12日、2025年シーズンからのFC東京加入内定が発表された。その後、特別指定選手に承認され、4月19日に開催されたルヴァンカップ・グループステージのガンバ大阪戦で公式戦デビューを飾った。
2024年2月7日、内定1年前にFC東京とプロ契約を締結したと発表した。6月16日、J1第18節のジュビロ磐田戦でプロ入り初ゴールを決めた。

## 所属クラブ
- 2012年 - 2014年 FC BONOS MEGURO
- 2015年 - 2017年 FC東京U-15深川
- 2018年 - 2020年 青森山田高等学校
- 2021年 - 2023年 早稲田大学
  - 2023年  FC東京 (特別指定選手)[2]
- 2024年 -  FC東京[3]

## 個人成績
| 国内大会個人成績 | 国内大会個人成績 | 国内大会個人成績 | 国内大会個人成績 | 国内大会個人成績 | 国内大会個人成績 | 国内大会個人成績 | 国内大会個人成績 | 国内大会個人成績 | 国内大会個人成績 | 国内大会個人成績 | 国内大会個人成績 |
| 年度             | クラブ           | 背番号           | リーグ           | リーグ戦         | リーグ戦         | リーグ杯         | リーグ杯         | オープン杯       | オープン杯       | 期間通算         | 期間通算         |
| 年度             | クラブ           | 背番号           | リーグ           | 出場             | 得点             | 出場             | 得点             | 出場             | 得点             | 出場             | 得点             |
| 日本             | 日本             | 日本             | 日本             | リーグ戦         | リーグ戦         | リーグ杯         | リーグ杯         | 天皇杯           | 天皇杯           | 期間通算         | 期間通算         |
| ---------------- | ---------------- | ---------------- | ---------------- | ---------------- | ---------------- | ---------------- | ---------------- | ---------------- | ---------------- | ---------------- | ---------------- |
| 2023             | FC東京           | 38               | J1               | 2                | 0                | 2                | 0                | 0                | 0                | 4                | 0                |
| 2024             | FC東京           | 38               | J1               | 31               | 4                | 4                | 0                | 1                | 0                | 36               | 4                |
| 2025             | FC東京           | 7                | J1               |                  |                  |                  |                  |                  |                  |                  |                  |
| 通算             | 日本             | 日本             | J1               | 33               | 4                | 6                | 0                | 1                | 0                | 40               | 4                |
| 総通算           | 総通算           | 総通算           | 総通算           | 33               | 4                | 6                | 0                | 1                | 0                | 40               | 4                |

- 2023年は特別指定選手
- Jリーグ初出場 - 2023年5月6日 J1第12節 コンサドーレ札幌戦（札幌ドーム）
- Jリーグ初得点 - 2024年6月16日 J1第18節 ジュビロ磐田戦（味の素スタジアム）

## タイトル

### 個人
- 全国高等学校サッカー選手権大会・得点王（2020年）
- 全国高等学校サッカー選手権大会・優秀選手（2020年）
- 関東大学サッカーリーグ戦・新人賞（2021年）[5]